# 簡世德
薩迪克·阿曼·汗爵士（英語：Sir Sadiq Aman Khan；1970年10月8日—；香港譯簡世德、香港早期曾譯作簡薩迪），英國巴基斯坦裔工黨政治人物和律師，2016年5月起當選倫敦市長。2005年至2016年也是下議院圖丁選區議員。2021年5月9日，簡世德擊敗保守黨主要對手，成功連任倫敦市長。2024年倫敦市長選舉，簡世德再次當選連任，成為第一位連任三屆的大倫敦市長。

## 生平
簡世德在1970年10月8日生於英國倫敦聖喬治醫院，早年於北倫敦大學（現倫敦都會大學）取得法律學位，畢業後成為人權事務律師，並曾於1994年至2006年擔任倫敦旺茲沃思自治鎮地方議員。
加入英國下議院後，他於2008年獲時任首相白高敦委任為社區國務部長，是繼馬利克以後，英國歷來第二位加入政府以國務部長身份成為問責官員的巴裔英國人和穆斯林。簡世德其後曾任運輸國務部長，並於2010年加入由工黨黨魁文立彬組成的影子內閣出任影子司法大臣兼影子大法官，其後自2013年1月起進一步兼任影子倫敦部長。

## 倫敦市長
2015年5月，簡世德從影子內閣辭職，並於同年9月獲正式挑選成為工黨候選人，主要對手包括代表保守黨出選的下議院列治文公園選區議員撒迦利亞·歌斯密等人。
2016年5月，他在倫敦市長選舉中取得57%選票當選，除了結束保守黨八年執政，同時成為主要西方國家首都歷來第一位穆斯林市長。

## 政治立场
簡世德在工黨黨內被認為是中間偏左的溫和派社會民主主義者。
他表明自己是女性主義者，主張兩性平等。此外，他也支持LGBT權利。2013年，他因投票支持英國同性婚姻，因而受到伊斯兰原教旨主义團體的死亡恐嚇。

## 外部連結
- 個人官方網站（页面存档备份，存于）

| 大不列颠及北爱尔兰联合王国国会 | 大不列颠及北爱尔兰联合王国国会  | 大不列颠及北爱尔兰联合王国国会 |
| ------------------------------ | ------------------------------- | ------------------------------ |
| 前任者： 湯·考克斯             | 圖丁選區國會議員 2005年－2016年 | 繼任者： 羅莎琳·阿林-汗        |
| 官衔                           |                                 |                                |
| 前任者： 帕米揚·丹達           | 社區國務部長 2008年－2009年     | 繼任者： 沙希德·馬利克         |
| 前任者： 艾德思勳爵            | 運輸國務部長 2009年－2010年     | 繼任者： 特雷莎·維利爾斯       |
| 前任者： 鮑里斯·約翰遜         | 倫敦市長 2016年－               | 繼任者： 現任                  |
| 政党职务                       |                                 |                                |
| 前任者： 安妮·坎貝爾           | 費邊社主席 2008年－2010年       | 繼任者： 蘇雷什·普什帕纳坦     |